# Sikorsky SH-60 Seahawk
Sikorsky SH-60 Seahawk je rodina amerických dvoumotorových středně těžkých vrtulníků, jejichž hlavním uživatelem je námořnictvo Spojených států amerických. Jedná se o pro námořní službu upravený derivát armádního vrtulníku UH-60 Black Hawk, patřící do širší rodiny vrtulníků Sikorsky S-70. Základní verze je primárně protiponorková a protilodní, další jsou využívány například pro letecké zásobování, záchranné operace nebo likvidaci min.
Základní variantou jsou roku 1984 zavedené protiponorkové vrtulníky SH-60B Seahawk (exportní verze je označena S-70B Seahawk), na základě kterých vznikly další specializované varianty: palubní protiponorkový vrtulník SH-60F Oceanhawk, bojový záchranný vrtulník HH-60H Rescue Hawk a záchranný vrtulník pro pobřežní stráž HH-60J Jayhawk. Po roce 2000 americké námořnictvo zahájilo přechod na novou generaci vrtulníků rodiny SH-60, kterou představuje víceúčelový vrtulník MH-60S Knighthawk a protiponorkový vrtulník MH-60R Romeo. Nejnovější verze MH-60R je považována za vůbec nejvýkonnější protiponorkový vrtulník. Vrtulníky rodiny SH-60 byly exportovány do 13 států. Jejich nejvýznamnějším zahraničním uživatelem je Japonsko, které je staví licenčně.

## Historie

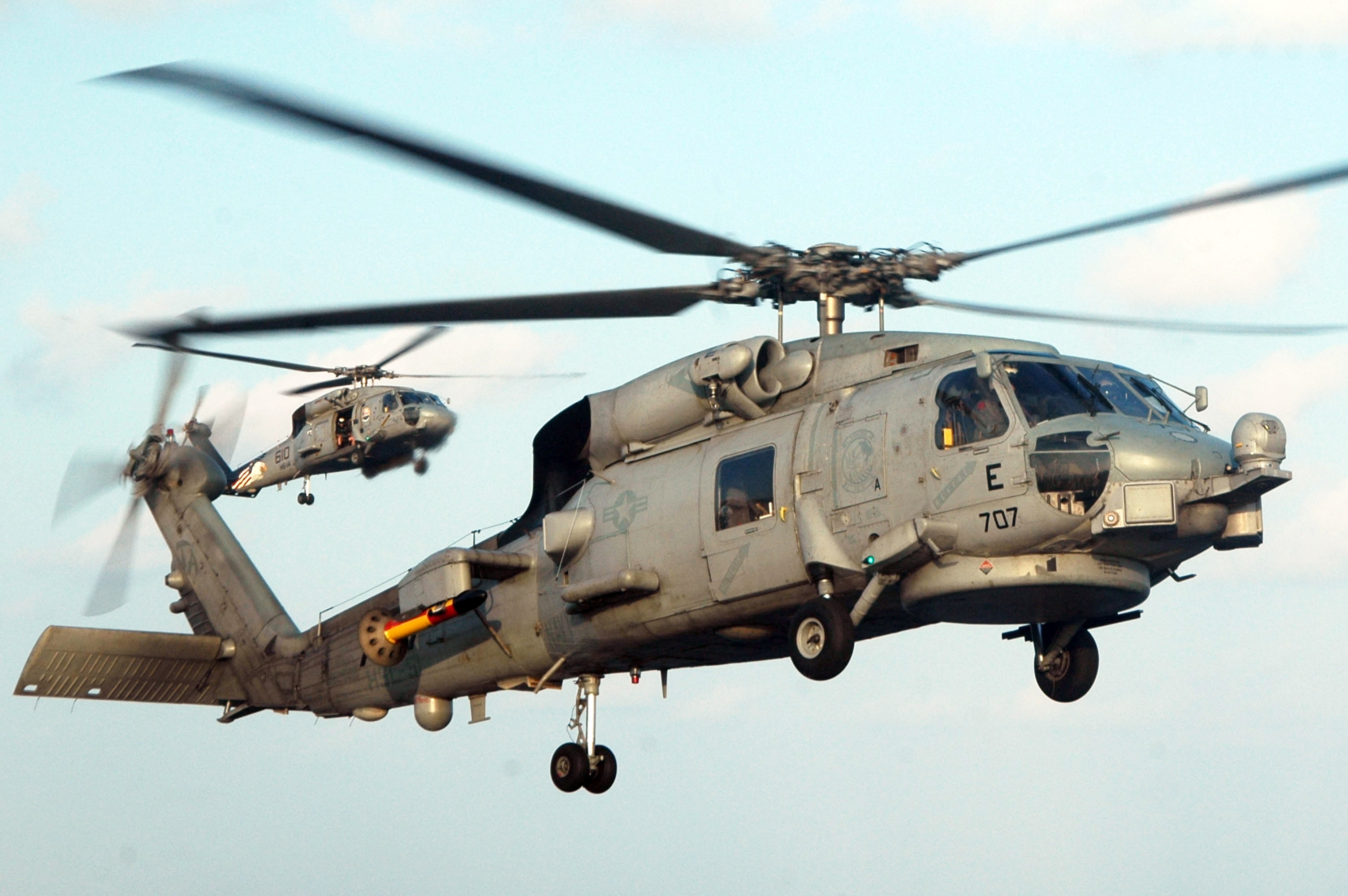
SH-60B Seahawk

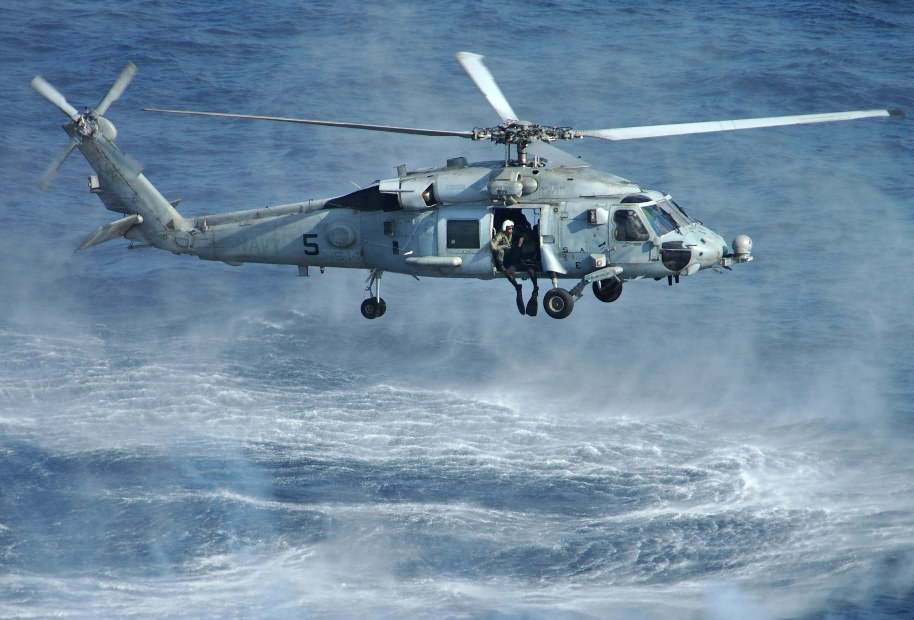
HH-60H Rescue Hawk

Protiponorkové vrtulníky SH-60B Seahawk byly vyvinuty jako platformy pro vedení protiponorkového a protilodního boje. Byly součástí systému LAMPS Mk.III (Light Airborne Multi-Purpose System), který nahradil starší systém LAMPS Mk.I s vrtulníky SH-2 Seasprite. Vyvinuty byly na základě armádních vrtulníků UH-60 Blackhawk. Mezi hlavní změny patřily silnější motory, zvětšená zásoba paliva, schopnost doplňování paliva za letu, automatické sklápění hlavního rotoru a ocasního pylonu, rotorová brzda, zjednodušený podvozek, posuvné dveře kabiny či prvky proti potopení při přistání na hladině. První prototyp YSH-60 vzlétl 12. prosince 1979. Prototypy byly celkem tři. První sériový vrtulník vzlétl roku 1983. Do služby byly zavedeny roku 1983. Vrtulníky SH-60B primárně operují z křižníků, torpédoborců a fregat.
Dalším vývojem vznikla řada odvozených a modernizovaných variant tohoto stroje. Palubní varianta SH-60F Oceanhawk určená pro ochranu bojových skupin letadlových lodí. Místo systému LAMPS.III dostala jiné vybavení. Např. ponorný sonar Bendix ASQ-13F. První sériový vrtulník SH-60F vzlétl roku 1988. Další verze tohoto vrtulníku byla vyvinuta pro americkou pobřežní stráž. Vrtulníky HH-60J Jayhawk byly zavedeny roku 1992.
V průběhu 90. let byl zahájen vývoj nové generace vrtulníků rodiny SH-60, konkrétně modelů MH-60S Knighthawk a MH-60R Romeo, kterými americké námořnictvo nahradilo první generaci těchto vrtulníků. Víceúčelový vrtulník MH-60S Knighthawk byl vyvíjen od roku 1997 jako náhrada vrtulníků CH-46D Sea Knight (vyřazeny 2004). Původně měl sloužit především pro zásobování, čemuž odpovídalo původní označení CH-60S. Během vývoje však byly schopnosti vrtulníků významně rozšířeny (likvidace hladinových cílů a palebná podpora, bojové záchranné mise, likvidace min), takže bylo jejich označení změněno. Prototyp vzlétl v lednu 2000. Typ MH-60S byl zaveden v únoru 2002 a v srpnu 2002 byla zahájena jeho sériová výroba. Do ledna 2011 americké námořnictvo převzalo 154 vrtulníků MH-60S. Jako bojové záchranné vrtulníky od roku 2007 nahradily starší verzi HH-60H Rescue Hawk.

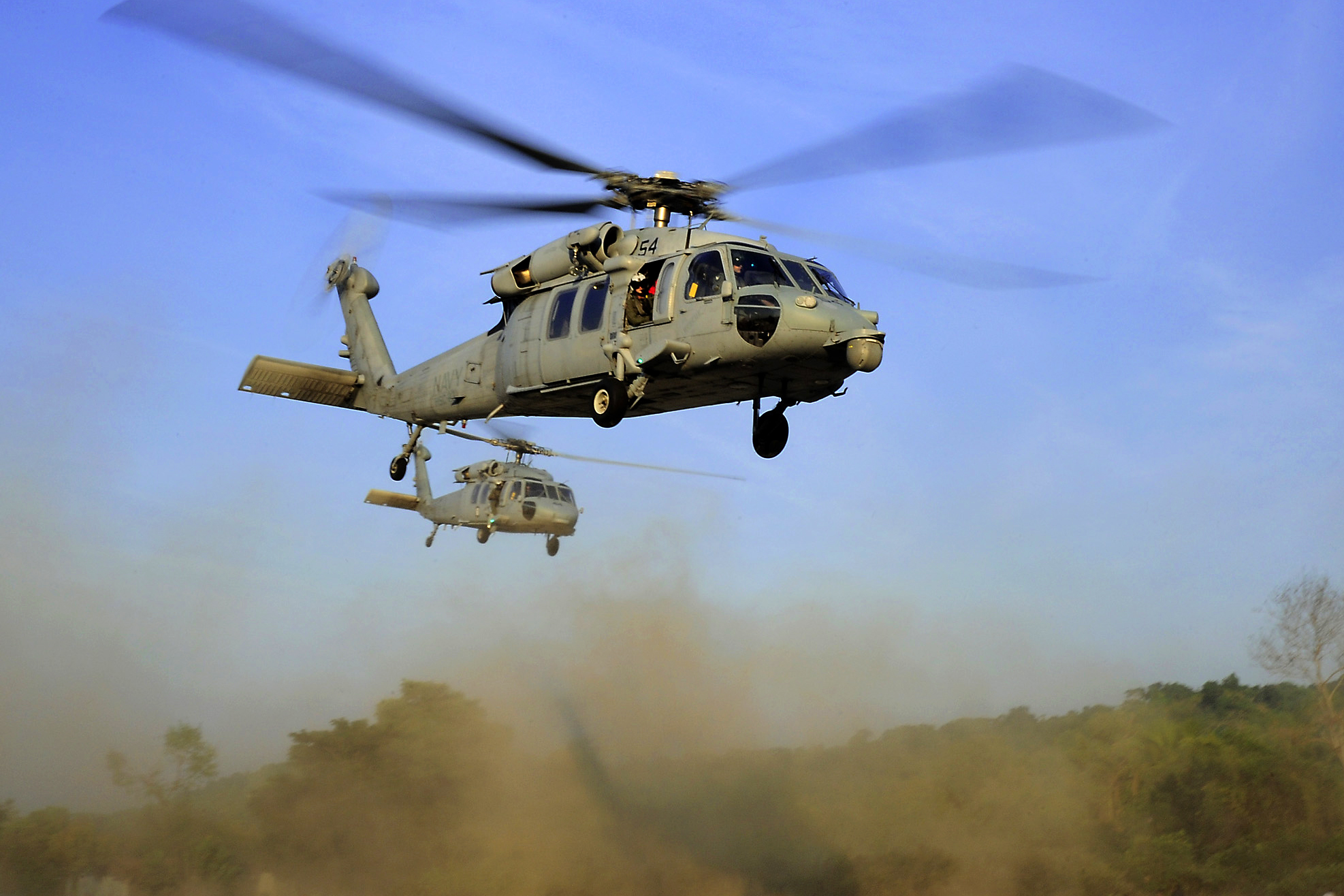
Dvojice vrtulníků MH-60S Knighthawk

Verze MH-60R Romeo byla vyvinuta jako náhrada starších verzí SH-60B a SH-60F. Prototyp verze MH-60R poprvé vzlétl v červenci 2001. Do amerického námořnictva byl zaveden v srpnu 2005. Počátečních bojových schopností dosáhl roku 2006. V rámci tzv. nízkosériové počáteční výroby LRIP (Low Rate Initial Production) byly nejprve na standard MH-60R přestavovány starší vrtulníky SH-60B. První kusy z novovýroby byly dodány v srpnu 2005 a plná sériová výroba vrtulníku byla zahájena v srpnu 2006. První námořní nasazení vrtulník absolvoval v letech 2008–2009.
Dne 12. května 2021 proběhl první let prototypu japonské protiponorkové verze SH-60L, vyvinuté společností Mitsubishi Heavy Industries (MHI). Vrtulník je vylepšenou verzí protiponorkového vrtulníku SH-60K. Dne 3. ledna 2024 japonské ministerstvo obrany informovalo o úspěšném dokončení vývoje SH-60L.

## Konstrukce
Vrtulník SH-60B má možnost doplňovat palivo za letu. Je vybaven vyhledávacím radarem, zařízením ESM v přídi, pylonem pro detektor magnetických anomálií (MAD), závěsníkem pro akustické bóje a dalšími technickými zařízeními. Výzbroj nebo přídavné nádrže mohou být podvěšeny pad dva pylony. Může nést například protiponorková torpéda Mk.46 a Mk.50, protilodní střely AGM-119 Penguin, nebo kulomety. Pohání jej dva turbohřídelové motory General Electric T700-GE-401C, každý o výkonu 1425 kW. Má čtyřlistý hlavní rotor a čtyřlistý vyrovnávací rotor.
Verze MH-60R má moderní skleněný kokpit Lockheed Martin se čtyřmi velkoplošnými multifunkčními displeji (obdobně je vybavena rovněž verze MH-60S). Vybavení mimo jiné zahrnuje senzorový systém Raytheon AN/AAS-44 (včetně hlavice FLIR s laserovým značkovačem), multifunkční radar Telephonics AN/APS-147, sonar Raytheon AN/AQS-22 ALFS (Airborne active low frequency sonar) a datalink AN/SRQ-4 Hawklink. Paleta výzbroje byla rozšířena o protiponorková torpéda Mk.54 a řízené střely AGM-114 Hellfire.

## Služba
V prosinci 2024 vrtulník amerického námořnictva MH-60 Romeo během nasazení v Rudém moři sestřelil húthijský dron. Byl to první sestřel dronu dosažený vrtulníkem tohoto typu. Vrtulník patřil k uskupení letadlové lodě USS Harry S. Truman (CVN-75).

## Verze
Základní verze:

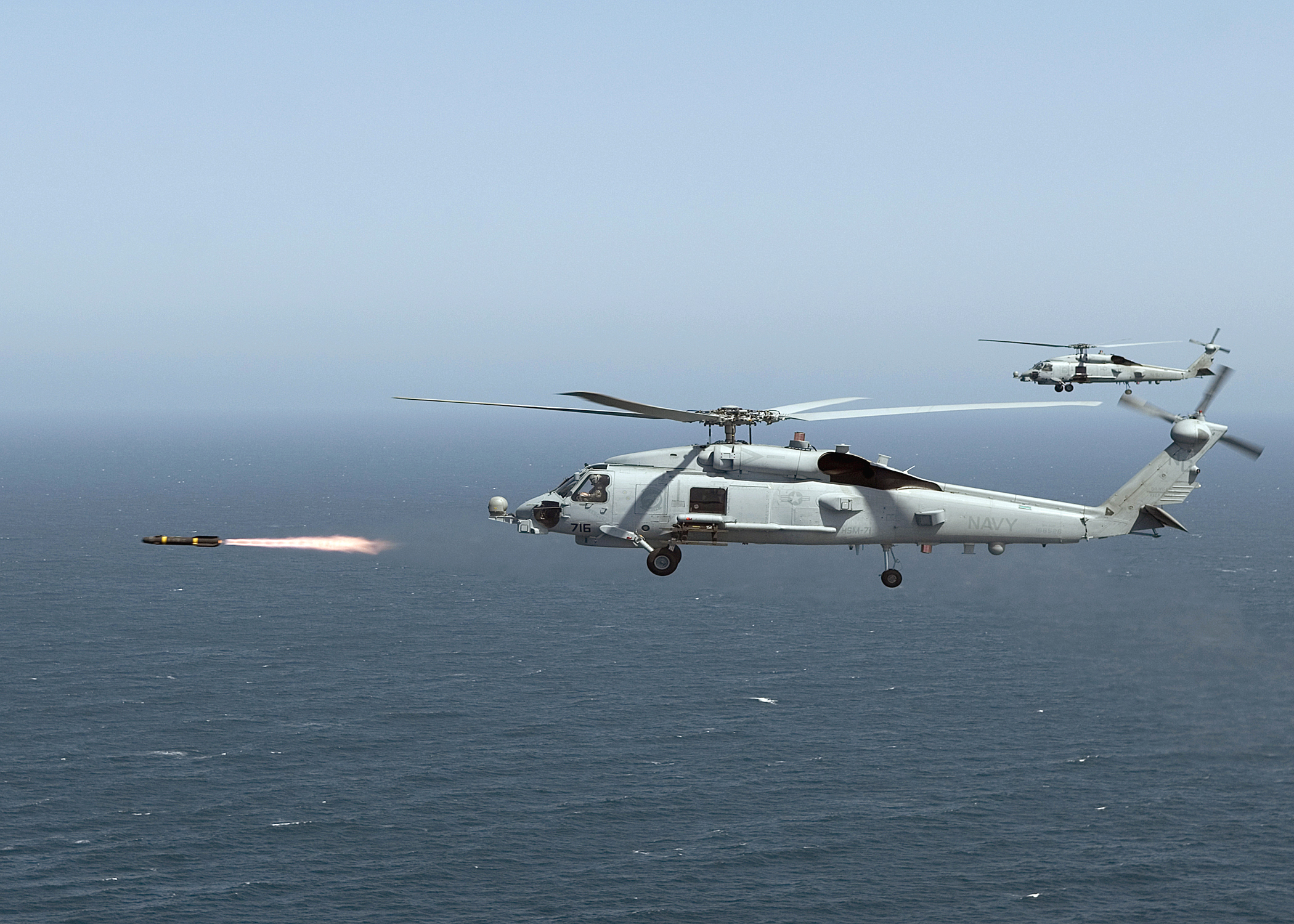
Vrtulník MH-60R vypouští řízenou střelu Hellfire

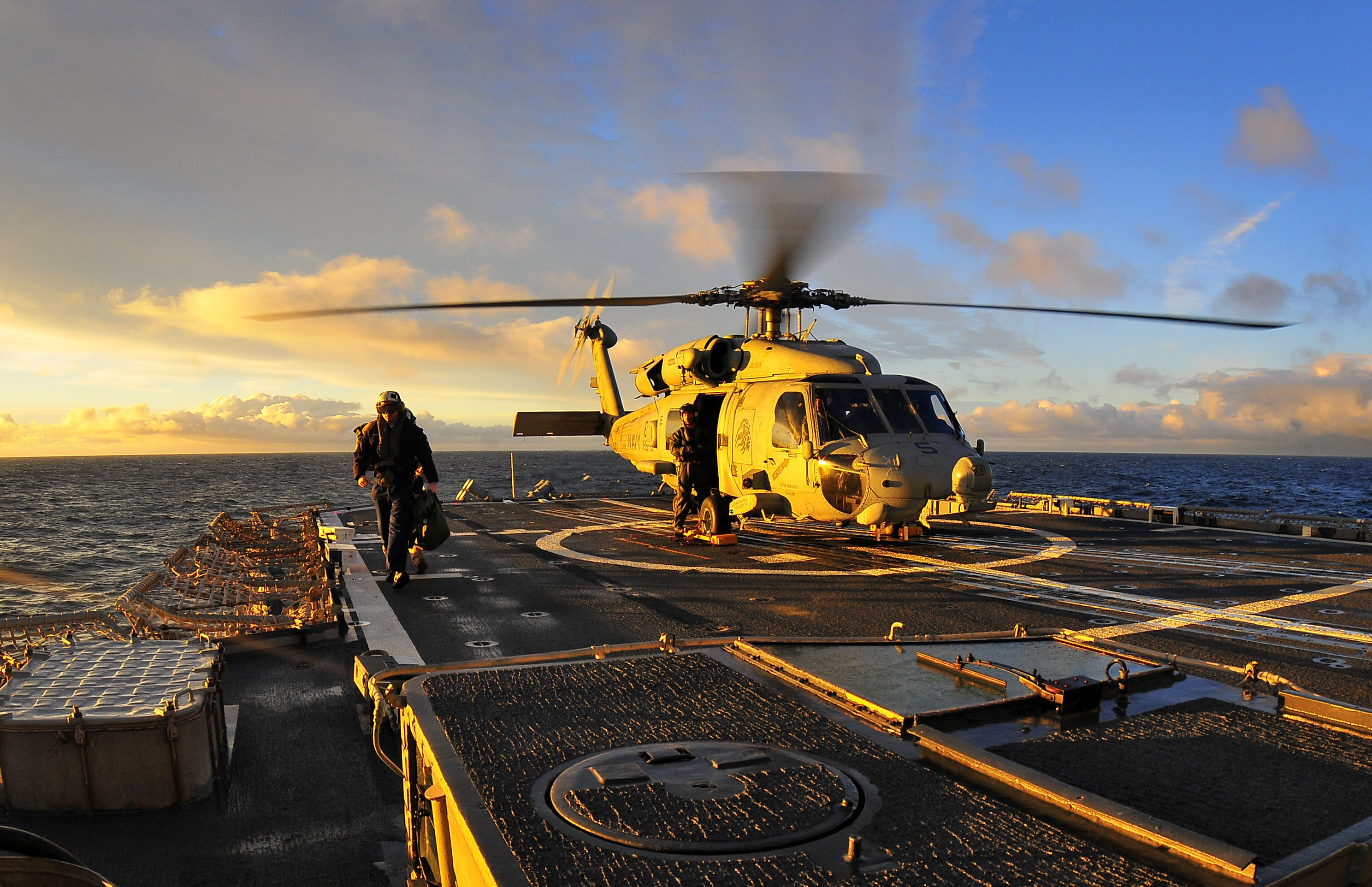
Vrtulník SH-60F Oceanhawk po přistání na křižníku USS Bunker Hill (CG-52)

- SH-60B Seahawk – Základní protiponorková verze s radarem APS-124. Operuje z válečných lodí.[5]
- SH-60F Oceanhawk – Palubní protiponorkový vrtulník upravený pro nasazení v rámci bojových skupin letadlových lodí.[9]
- HH-60J Jayhawk – Záchranný vrtulník provozovaný americkou pobřežní stráží.
- HH-60H Rescue Hawk – Bojový záchranný vrtulník pro operace z pevniny i lodí.[9]
- SH-60J – Japonská protiponorková verze. Modernizovaná verze SH-60B Seahawk společnosti MHI byla stavěna v Japonsku.
- SH-60K – Japonská protiponorková verze. Modernizovaná verze japonských SH-60J s výkonnějšími motory a modernější avionikou společnosti MHI byla stavěna v Japonsku.[9]
- SH-60L – Japonská protiponorková verze. Pokročilá verze SH-60K společnosti MHI byla stavěna v Japonsku.
- MH-60R Romeo – Druhá generace protiponorkového vrtulníku.
- MH-60S Knighthawk – Víceúčelový vrtulník (zásobování, bojové záchranné mise, likvidace min).
- MH-60T Jayhawk – Modernizované vrtulníky HH-60J pro pobřežní stráž.

Exportní verze:
- S-70B Seahawk – Exportní verze SH-60B.[9]
  - S-70B-1 Seahawk – Vrtulníky pro Španělsko.
  - S-70B-2 Seahawk – Vrtulníky pro Austrálii.
  - S-70B-3 Seahawk – Vrtulníky pro Japonsko.
  - S-70B-6 Aegean Hawk – Vrtulníky pro Řecko.
  - S-70B-7 Seahawk – Vrtulníky pro Thajsko.
  - S-70B-28 Seahawk – Vrtulníky pro Turecko.
  - S-70C(M) Thunderhawk – Vrtulníky série pro Čínskou republiku.

## Uživatelé
Austrálie

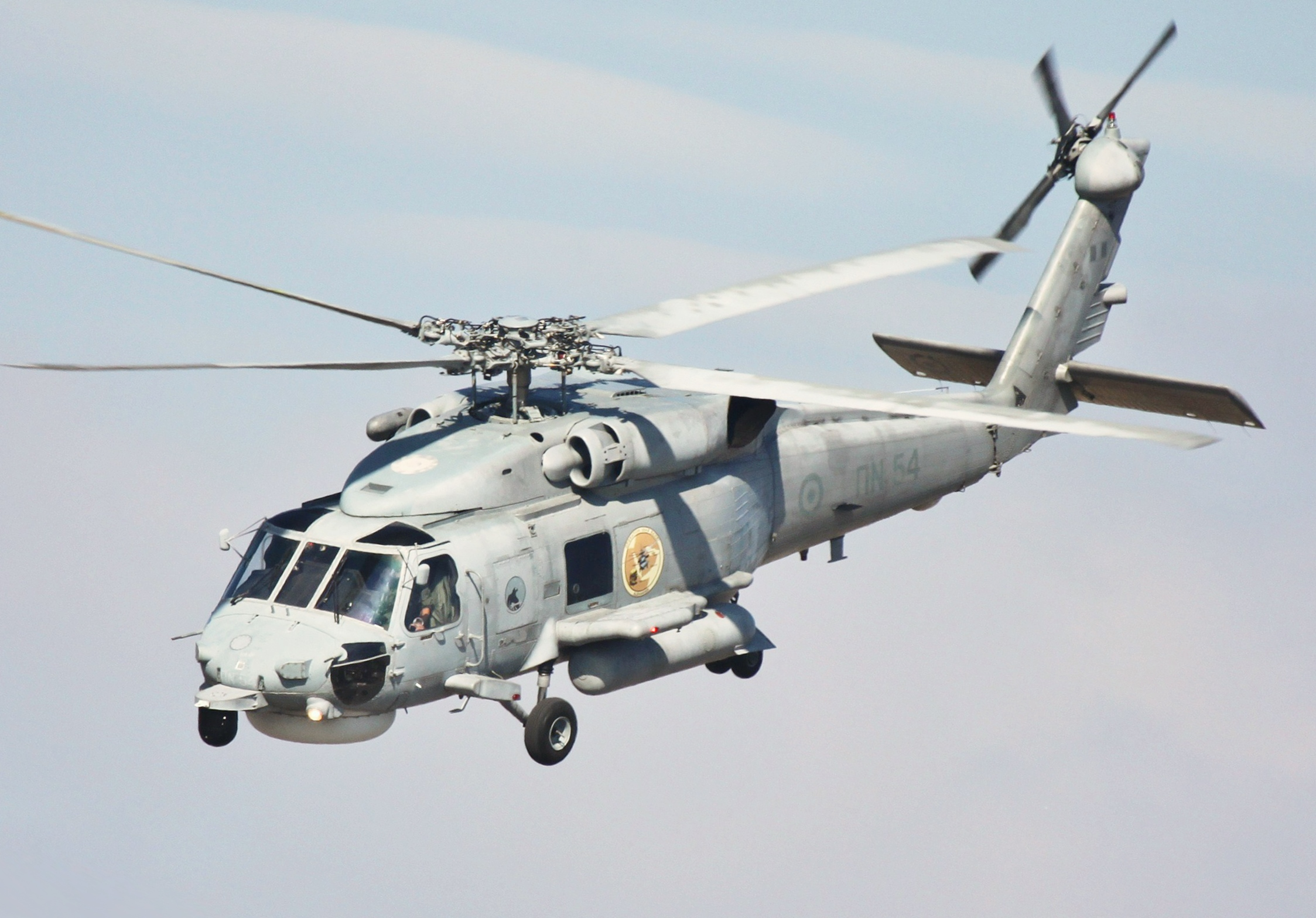
Řecký vrtulník S-70B-6 Aegean Hawk

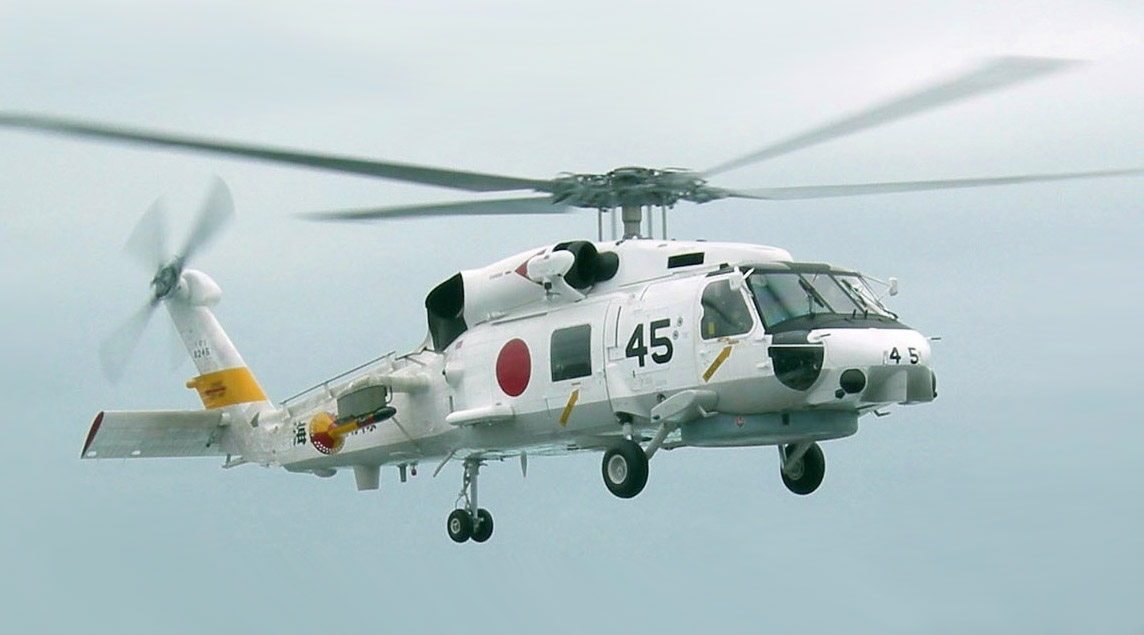
Japonský vrtulník SH-60J

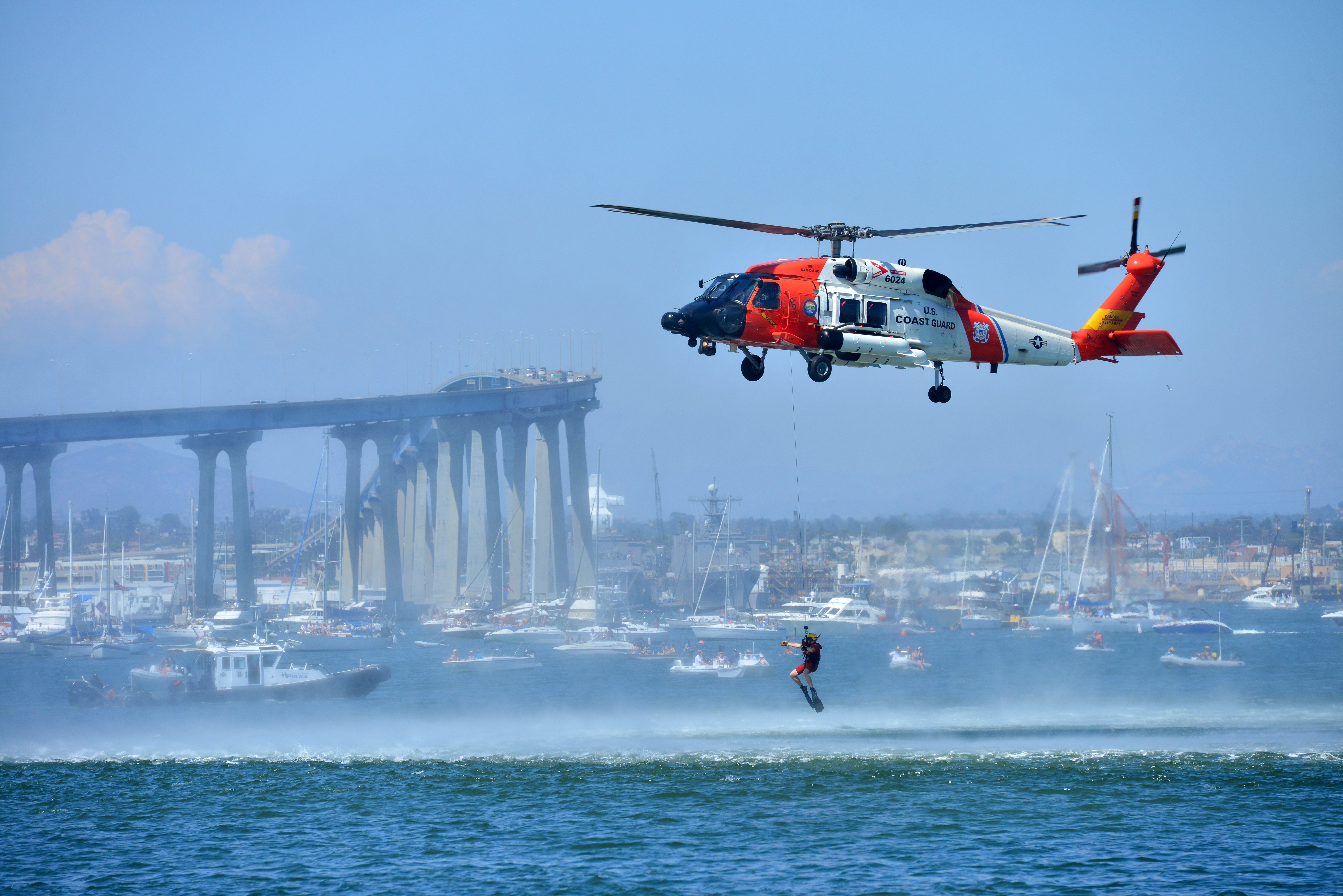
Americký vrtulník MH-60T Jayhawk

- Australské královské námořnictvo – Původně získalo 16 kusů verze S-70B-2 Seahawk, které byly vyřazeny roku 2017. V letech 2013–2016 bylo dodáno 24 vrtulníků MH-60R.[12] Roku 2022 objednáno dalších 12 MH-60R.[13]

 Brazílie
- Brazilské námořnictvo – V letech 2009–2013 postupně objednáno 8 vrtulníků S-70B.[9]

 Dánsko
- Dánské královské letectvo – Získalo devět vrtulníků MH-60R. Dodávky začaly roku 2016.[3]

 Indie
- Indické námořnictvo – Roku 2020 objednáno 21 protiponorkových vrtulníků MH-60R. Dodány budou do roku 2024.[10]

 Japonsko
- Japonské námořní síly sebeobrany – Získalo 103 vrtulníků SH-60J a 73 vrtulníků SH-60K.[9] V rozpočtových letech 2023–2024 objednáno 12 vrtulníků SH-60L.[8]

 Jižní Korea
- Námořnictvo Korejské republiky – MH-60R byl vybrán v programu Marine Operational Helicopter Batch 2, v rámci kterého má být objednáno 12 vrtulníků. Neuspěly typy AW159 Wildcat a NH90 NFH.[14]

 Norsko
- Norské námořnictvo – Objednáno šest MH-60R. Dodány mají být do roku 2027.[15]

 Řecko
- Řecké námořnictvo – Získalo 10 vrtulníků S-70B-6.[9] Roku 2020 objednány čtyři kusy verze MH-60R.[16]

 Saúdská Arábie
- Saúdské královské námořnictvo – Roku 2015 objednáno 10 kusů MH-60R.[7]

 Singapur
- Singapurské letectvo – Získalo 8 vrtulníků S-70B.[9]

 Španělsko
- Španělské námořnictvo – V letech 1988–2001 získalo 12 vrtulníků S-70B.[9] Později zakoupilo 8 americkým námořnictvem vyřazených MH-60F. Roku 2023 objednáno 8 vrtulníků MH-60R.[17]

 Thajsko
- Thajské královské námořnictvo – Získalo 6 vrtulníků S-70B a dva vrtulníky MH-60S.[9][6]

 Tchaj-wan
- Námořnictvo Čínské republiky – Získalo 20 vrtulníků S-70C(M)1 či S-70C(M)2.[9]

 Turecko
- Turecké námořnictvo – Získalo 7 vrtulníků S-70B.[9]

 USA
- Americké námořnictvo – Jako hlavní uživatel typu odebralo 181 vrtulníků verze SH-60B, 76 kusů SH-60F, 42 kusů HH-60H, 154 kusů MH-60S a 289 kusů MH-60R.[10]

## Specifikace (SH-60B)

SH-60

Citováno dle:

### Technické údaje
- Osádka: 4
- Délka trupu: 15,26 m
- Délka s rotorem: 19,76 m
- Výška: 5,18 m
- Průměr rotoru: 16,36 m
- Průměr vyrovnávacího rotoru: 3,35 m
- Hmotnost prázdného vrtulníku: 6191 kg
- Max. vzletová hmotnost: 9926 kg
- Pohonná jednotka: 2× turbohřídelový motor General Electric T700-GE-401C
- Výkon motoru: 1425 kW (3400 shp)

### Výkony
- Maximální rychlost: 272 km/h
- Počáteční stoupavost: 3,55 m/s
- Dolet: 592 km
- Dostup: 5790 m

### Výzbroj
- 2× protiponorkové torpédo Mk.46 nebo Mk.50 ALT
- Protilodní střely AGM-119 Penguin
- Kulomety M60, M240, nebo GAU-17/A ráže 7,62 mm či GAU-16/A ráže 12,7 mm